# Colonia Vicente Guerrero, Saucillo
Colonia Vicente Guerrero är en ort i Mexiko.   Den ligger i kommunen Saucillo och delstaten Chihuahua, i den nordvästra delen av landet, 1 100 km nordväst om huvudstaden Mexico City. Colonia Vicente Guerrero ligger 1 217 meter över havet och antalet invånare är 996.
Terrängen runt Colonia Vicente Guerrero är platt. Runt Colonia Vicente Guerrero är det mycket glesbefolkat, med 3 invånare per kvadratkilometer. Närmaste större samhälle är Saucillo, 2,1 km öster om Colonia Vicente Guerrero. Trakten runt Colonia Vicente Guerrero består till största delen av jordbruksmark.